# Софія Острозька
Софія Острозька (пол. Zofia Ostrogska, 1595–1622) — княжна, українська магнатка XVII століття з князівського роду Острозьких, донька князя Олександра Острозького та Анни Костки, дружина крайчого великого коронного Станіслава Любомирського.

## Біографія
Софія народилася на світ у 1595 році, ставши первістком для князя Олександра Острозького та Анни Костки. Згодом у неї з'явилося семеро молодших братів та сестер. Мешкало сімейство у місті Ярославі.
Батька не стало, коли Софії виповнилося 8. Мати, будучи ревною католичкою, тісно пов'язаною з єзуїтами, залишок життя каялася, що не пішла згідно з волею своєї матері Зофії Одровонж у черниці, а вийшла заміж за православного русина і не змогла навернути його до своєї віри. Втім, вона добре розпоряджалася успадкованими маєтками.
У віці 18 років Софія була пошлюблена із 30-річним магнатом Станіславом Любомирським. Наречений отримав освіту в Європі та брав участь в облозі Смоленська під час польсько-московської війни. Весілля відбулося у 1613. У посаг Софія отримала 18 міст, 313 селищ і 163 фільварка в Малопольщі та Червоній Русі, а також 100 000 злотих. Між іншим, права на успадкування Дубна вона не мала.
У подружжя народилося п'ятеро дітей. Чоловік Софії продовжував брати участь у  польсько-московській війні, прославився в битві під Хотином 1621. Наступного року Софія пішла з життя. Станіслав більше не одружувався.

## Родина
Чоловік — Станіслав Любомирський (воєвода краківський)
Діти:
- Александер Міхал (близько 1614—1677) — конюший великий коронний (1645—1668), краківський воєвода у (1668—1677), був одруженим із Геленою Теклею Оссолінською, мав сина;
- Єжи Себастьян (1616—1667) — польний гетьман коронний (1657—1664), був двічі одруженим, мав семеро дітей від обох шлюбів;
- Констанція (1618—1646) — дружина каштеляна Познані Францішека Казімежа Чарнковського, дітей не мала;
- Анна Кристина (1618—1667) — дружина князя Альбрехта-Станіслава Радзивілла, дітей не мала;
- Константій Яцек (1620—1663) — крайчий великий коронний (1657—1658), підчаший великий коронний (1658—1663), був одружений із Доміцеллою Барбарою Щавінською, дітей не мав.